# Rāfida
Rāfida (arabisch رافضة, DMG rāfiḍa ‚Ablehner‘, daneben werden auch die Pluralformen rawāfiḍ oder arfāḍ verwendet) ist ein polemisches Kollektivnomen, das seit dem achten Jahrhundert für bestimmte schiitische Gruppen, insbesondere die Imamiten, verwendet wird. Auf Deutsch wird der Begriff üblicherweise mit Rāfiditen wiedergegeben. Die religiös-politische Einstellung der Rāfiditen wird auf Arabisch auch als Rafd (rafḍ) bezeichnet.
Der Begriff Rāfida wurde zunächst nur im Rahmen innerschiitischer Auseinandersetzungen verwendet, und zwar für diejenigen Schiiten, die im Jahre 743 nicht bereit waren, den Aliden Zaid ibn ʿAlī bei seinem Aufstand gegen die Umayyaden zu unterstützen. Hintergrund war, dass Zaid sich weigerte, wie sie die beiden ersten Kalifen Abū Bakr und ʿUmar ibn al-Chattāb zu verfluchen. Den Namen „Ablehner“ (Rāfiḍa) erhielten sie, weil sie Zaid ibn ʿAlī ablehnten.
Aus dem polemischen Vokabular der Zaiditen, also den Anhängern von Zaid ibn ʿAlī, fand der Begriff später Eingang in die sunnitische Häresiographie. Hier wurden damit jene Schiiten bezeichnet, die im Gegensatz zu den gemäßigten Zaiditen das Imamat der beiden ersten Kalifen Abū Bakr und ʿUmar verwarfen, aber andererseits in ihrer Verehrung der schiitischen Imame nicht so weit gingen wie die Ghulāt. Al-Dschahiz verfasste mit seiner Schrift al-ʿUthmānīya im 9. Jahrhundert eine Widerlegung der Ansichten der Rāfiditen. 
Abū l-Hasan al-Aschʿarī widmete den Rāfiditen ein eigenes Kapitel in seinem doxographischen Werk Kitāb Maqālāt al-islāmīyīn. Dort erklärt er, dass die Rāfiditen sich darüber einig seien, dass der Prophet ʿAlī ibn Abī Tālib zu seinem Nachfolger bestimmt und dies auch publik gemacht habe. Die meisten Prophetengefährten seien aber dadurch, dass sie sich nach dem Tod des Propheten nicht danach richteten, in die Irre gegangen. Zu ihren Lehren gehöre auch, dass das Imamat nur durch Designation (naṣṣ) und Festsetzung (tauqīf) zustande komme und auf Verwandtschaft beruhe. Der Imam könne im Zustand der Taqīya sagen, dass er kein Imam ist. Die Rāfiditen hätten außerdem den Idschtihād für ungültig erklärt und behauptet, dass der Imam immer der allerbeste der Menschen sein müsse. ʿAlī habe in allen Situationen das Richtige getan und nie bei einer religiösen Angelegenheit einen Fehler gemacht. al-Aschʿarī rechnet den Rāfiditen eine ganze Anzahl von Untergruppen zu, darunter die Kaisāniten, die Ismailiten und die Qarmaten. Unter den rāfiditischen Autoren, die er auflistet, nennt er an erster Stelle Hischām ibn al-Hakam.
In der Zeit des seldschukischen Herrschers Tughrul Beg (gest. 1063) ließ dessen Wesir al-Kundurī die Rāfiditen in Chorasan öffentlich auf den Kanzeln verfluchen. Bis heute spielt der Begriff eine wichtige Rolle in der sunnitischen Polemik gegen die Zwölfer-Schia.

## Belege
1. ↑  al-Ašʿarī: Kitāb Maqālāt al-islāmīyīn wa-ḫtilāf al-muṣallīn. 1963, S. 65, Zeile 9f.
2. ↑  Siehe al-Ašʿarī: Kitāb Maqālāt al-islāmīyīn wa-ḫtilāf al-muṣallīn. 1963, S. 16, Zeile 10f.
3. ↑  al-Ašʿarī: Kitāb Maqālāt al-islāmīyīn wa-ḫtilāf al-muṣallīn. 1963, S. 16f.
4. ↑  al-Ašʿarī: Kitāb Maqālāt al-islāmīyīn wa-ḫtilāf al-muṣallīn. 1963, S. 18–23, 26.
5. ↑  al-Ašʿarī: Kitāb Maqālāt al-islāmīyīn wa-ḫtilāf al-muṣallīn. 1963, S. 63.
6. ↑  Vgl. Ibn al-Athīr: al-Kāmil fī t-tārīḫ. Ed. Muḥammad Yūsuf ad-Daqqāq. 11 Bde. Dār al-kutub al-ʿilmīya, Beirut, 1987. Bd. 8, S. 365. Digitalisat